# Antarctica van A tot Z

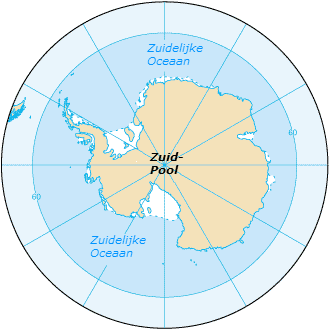
Kaart van Antarctica met de (geografische) Zuidpool en de Zuidelijke Oceaan

## A
Adeliepinguïn - Advisory Committee on Antarctic Names - Ahlmannryggen - Air New Zealand-vlucht 901 - Alexandereiland - Roald Amundsen - Amundsenzee - Antarctica - Antarctische continentaal plat - Antarctisch Milieuprotocol - Antarctisch Plateau - Antarctisch Schiereiland - Antarctische smele - Atkabaai - .aq

## B
Belgische Antarctische expeditie - Bellingshausenzee - Bentleydiepte - Berknereiland - Bouveteiland - Richard E. Byrd

## C
Carneyeiland - Colobanthus quitensis (antarctisch sterrenmos/vetmuur)

## D
Daviszee - Dellbridge-eilanden

## E
Ecologie van Antarctica - Ekström-ijsplateau - Enderbyland - Erebus (vulkaan)

## G
Geomagnetische pool - Geschiedenis van Antarctica - Giaeverryggen - Gondwana (continent) - Grahamland

## H
Halvfarryggen - Heard en McDonaldeilanden

## I
Internationaal Geofysisch Jaar (1957-'58) - ISO 3166-2:AQ

## J
Jelbart-ijsplateau - Jutulstraumengletsjer

## K
Kaap Norvegia - Kerguelenplateau - Keizerspinguïn - Klimaat van Antarctica - Koning Boudewijnbasis - Koningspinguïn

## M
McMurdo Sound - Station McMurdo

## N
Nederlands Polair Programma Neumayer-Station II - Neumayer-Station III - Noors Poolinstituut - Noors-Brits-Zweedse Antarctische expeditie (1949-1952)

## O
Olavtoppen - Lijst van onderzoeksstations op Antarctica - Oost-Antarctica

## P
Poolgebied - Prinses Elisabethbasis - Prinses Marthakust

## Q
Quar-ijsplateau

## R
Riiser-Larsen-ijsplateau - James Ross - Ross (eiland) - Rossgyre - Ross-ijsplateau - Rosszee

## S
Schyttgletsjer - Robert Falcon Scott - Siple-eiland - Søråsen - Stancomb-Willsgletsjer - Ernest Shackleton

## T
Mount Terror - Thurstoneiland - Transantarctisch Gebergte

## V
Verdrag inzake Antarctica - Victorialand - Mount Vinson - Vinsonmassief - Vlag van Antarctica - Vostokstation

## W
Weddellgyre - Weddellzee - West-Antarctica - Wet bescherming Antarctica (Nederlandse wet) - Wilkesland

## Z
Zuidelijke Oceaan - Zuidelijke Orkneyeilanden - Zuidelijke Shetlandeilanden - Zuidpool - Zuidpoolcirkel (66+°ZB) - Zuidpoolstation Amundsen-Scott